# 宋保维
宋保维（1963年7月—），男，生于辽宁省锦州市。现任西北工业大学党委副书记、校长。
宋保维1986年本科毕业于西北工业大学，历任西工大原航海工程学院院长助理、航海学院院长等职务。2013年5月任西工大校长助理兼校科学技术管理部部长。2015年4月任西工大党委常委、副校长。2019年至2021年9月兼任校无人系统发展战略研究中心主任。2023年4月1日任西工大党委副书记、校长。同年11月当选中国工程院院士。